# Phyllachora pestis-nigra
Phyllachora pestis-nigra är en svampart. Phyllachora pestis-nigra ingår i släktet Phyllachora och familjen Phyllachoraceae.

## Underarter
Arten delas in i följande underarter:
- caracaensis
- pestis-nigra